# Keith Jarrett
Keith Jarrett, född 8 maj 1945 i Allentown, Pennsylvania, är en amerikansk pianist och kompositör inom jazz och klassisk musik.
Jarrett spelade under sin tidiga karriär med Art Blakey, Charles Lloyd och Miles Davis (medlem i Davis band 1970–72) men efter 1972 lämnade han den elektrifiering av jazzen som då var en ledande riktning, och arbetade under många år uteslutande som pianist med en banbrytande improvisatorisk stil. Samtidigt inledde han ett samarbete med det då rätt nystartade tyska skivbolaget ECM Records, som har betytt mycket för att ge honom kreativt utrymme. Där spelade han först (1971–76) med sin ”American Quartet” med Dewey Redman på saxofon, Charlie Haden på bas och Paul Motian på trummor. Senare under 1970-talet bildade han sin ”European Quartet” (verksam 1977–79) med saxofonisten Jan Garbarek, basisten Palle Danielsson och trumslagaren Jon Christensen.
1983 bildade Jarrett ”The Standards Trio” med basisten Gary Peacock och trumslagaren Jack DeJohnette. Trion var aktiv in på 2000-talet och gav ut skivor på ECM.
Jarrett har även spelat klassisk musik, till exempel Bachs Goldbergvariationer och Georg Friedrich Händels sviter för klaver.
Keith Jarrett spelade 1975 in albumet The Köln Concert, som blivit en kultskiva och den mest sålda solojazzskivan.
I oktober 2020 meddelade Jarret att han har avslutat sin karriär då han inte längre kan spela med båda händerna efter att ha drabbats av multipla slaganfall.

## Priser och utmärkelser
- 1996 – Utländsk ledamot nr 422 av Kungliga Musikaliska Akademien
- 2003 – Polarpriset
- 2004 – Léonie Sonnings musikpris

## Diskografi

### Som huvudman
- 1968 – Life Between the Exit Signs (trio med Charlie Haden och Paul Motian)
- 1968 – Restoration Ruin (solo på flera instrument)
- 1969 – Somewhere Before (Live, trio med Haden och Motian)
- 1971 – Gary Burton & Keith Jarrett (kvintett med vibrafonisten Gary Burton)
- 1971 – The Mourning of a Star (trio med Haden och Motian)
- 1972 – Birth (American Quartet: Dewey Redman, Charlie Haden och Paul Motian)
- 1972 – Facing You (solo piano)
- 1972 – Expectations (American Quartet plus Sam Brown och Airto Moreira)
- 1973 – Ruta and Daitya (duo med Jack DeJohnette)
- 1973 – Fort Yawuh (Live, American Quartet plus Danny Johnson)
- 1973 – Solo Concerts: Bremen/Lausanne (Live, solo piano)
- 1974 – In the Light (med Willi Freivogel, Ralph Towner och orkester)
- 1974 – Treasure Island (American Quartet plus Danny Johnson och Sam Brown)
- 1974 – Belonging (European Quartet: Jan Garbarek, Palle Danielsson och Jon Christensen)
- 1975 – El Juicio (The Judgement) (American Quartet)
- 1975 – Luminessence (komponerad av Jarrett för stråkorkester med saxofon-improvisationer av Garbarek)
- 1975 – Backhand (American Quartet plus Guilherme Franco)
- 1975 – Death and the Flower (American Quartet plus Franco)
- 1975 – The Köln Concert (Live, solo piano)
- 1976 – Mysteries (American Quartet plus Franco)
- 1976 – Arbour Zena (med Garbarek, Haden och orkester under ledning av Mladen Gutesha)
- 1976 – Shades (American Quartet plus Franco)
- 1976 – Hymns / Spheres (solo orgel)
- 1977 – The Survivors' Suite (American Quartet)
- 1977 – Staircase (solo piano)
- 1977 – Byablue (American Quartet)
- 1978 – Bop-Be (American Quartet)
- 1978 – Sun Bear Concerts (Live, solo piano)
- 1978 – My Song (European Quartet)
- 1979 – Eyes of the Heart (Live, American Quartet)
- 1980 – Nude Ants (Live, European Quartet)
- 1980 – G.I. Gurdjieff: Sacred Hymns (solo piano)
- 1980 – The Celestial Hawk (med orkester under ledning av Christopher Keene)
- 1981 – Invocations / The Moth and the Flame (solo piano, orgel, röst & sopransax)
- 1982 – Ritual (komponerad av Jarrett och framförd av pianisten Dennis Russell Davies)
- 1982 – Concerts (Live, solo piano)
- 1983 – Standards, Vol. 1 (Standards Trio: Gary Peacock och Jack DeJohnette)
- 1984 – Changes (Standards Trio)
- 1985 – Standards, Vol. 2 (Standards Trio)
- 1986 – Sprits (solo på olika instrument)
- 1986 – Standards Live (Live, Standards Trio)
- 1987 – Book of Ways (solo klavikord)
- 1988 – Still Live (Live, Standards Trio)
- 1988 – Dark Intervals (Live, solo piano)
- 1989 – Personal Mountains (Live, European Quartet, inspelat 1979)
- 1989 – Changeless (Live, Standards Trio)
- 1990 – Paris Concert (Live, solo piano)
- 1990 – Tribute (Live, Standards Trio)
- 1991 – The Cure (Live, Standards Trio)
- 1992 – Vienna Concert (Live, solo piano)
- 1993 – Bye Bye Blackbird (Standards Trio)
- 1994 – At the Deer Head Inn (Live, trio med Peacock och Motian)
- 1994 – Bridge of Light (med orkester under ledning av Thomas Crawford)
- 1995 – Standards in Norway (Live, Standards Trio)
- 1995 – Keith Jarrett at the Blue Note (Live, Standards Trio)
- 1997 – La Scala (Live, solo piano)
- 1998 – Tokyo '96 (Live, Standards Trio)
- 1999 – The Melody at Night, with You (solo piano)
- 2000 – Whisper Not (Live, Standards Trio)
- 2001 – Inside Out (Live, Standards Trio)
- 2002 – Always Let Me Go (Live, Standards Trio)
- 2003 – Up for It (Live, Standards Trio)
- 2004 – The Out-of-Towners (Live, Standards Trio)
- 2005 – Radiance (Live, solo piano, inspelat 2002)
- 2006 – The Carnegie Hall Concert (Live, solo piano)
- 2007 – My Foolish Heart (Live, Standards Trio, inspelat 2001)
- 2009 – Yesterdays (Live, Standards Trio, inspelat 2001)
- 2009 – Paris / London – Testament (Live, solo piano)
- 2010 – Jasmine (duo med Charlie Haden, inspelat 2007)
- 2011 – Rio (Live, solo piano)
- 2012 – Sleeper (Live, European Quartet, inspelat 1979)
- 2013 – Somewhere (Live, Standards Trio, inspelat 2009)
- 2013 – No End (solo, spelar samtliga instrument, inspelat 1986)
- 2014 – Last Dance (duo med Haden, inspelat 2007)
- 2014 – Hamburg '72 (Live, trio med Haden och Motian, inspelat 1972)
- 2015 – Creation (Live, solo piano, inspelat april–juli 2014)
- 2016 – A Multitude of Angels (Live, solo piano, inspelat oktober 1996)

### Klassisk musik
- 1984 – Arvo Pärt: Tabula Rasa (i Fratres med Gidon Kremer, violin)
- 1988 – J.S. Bach: Das wohltemperierte Klavier, Buch I (solo piano)
- 1988 – Lou Harrison: Piano Concerto / Suite for Violin, Piano and Small Orchestra (med orkester under ledning av Naoto Otomo)
- 1989 – Mysterious Mountain / Lousadzek (med orkester under ledning av Dennis Russell Davies)
- 1989 – J.S. Bach: Goldberg Variations (solo cembalo)
- 1991 – J.S. Bach: Das wohltemperierte Klavier, Buch II (solo cembalo)
- 1991 – Handel: Sonatas (duo cembalo/blockflöjt med Michala Petri)
- 1992 – Dmitri Shostakovich: 24 Preludes and Fugues, op.87 (solo piano)
- 1992 – Bach: Sonatas (duo cembalo/blockflöjt med Michala Petri)
- 1992 – Lou Harrison: Seven Pastorales (med orkester under ledning av Dennis Russell Davies, Jarrett medverkar i Glanville Hicks: Etruscan Concerto)
- 1993 – Bach: The French Suites (solo cembalo)
- 1994 – J.S. Bach: 3 Sonaten für Viola da Gamba und Cembalo (duo med Kim Kashkashian på viola da gamba)
- 1995 – Händel: Suites for Keyboard (solo piano)
- 1996 – Mozart: Piano Concertos / Masonic Funeral Music / Symphony in G Minor (med orkester under ledning av Dennis Russell Davies)
- 1999 – Mozart: Piano Concertos / Adagio and Fugue (med orkester under ledning av Dennis Russell Davies)
- 2013 – Bach: Six Sonatas for Violin and Piano (med Michelle Makarski på violin)
- 2015 – Barber / Bartók / Jarrett